# Philippscelus fisheri
Philippscelus fisheri – gatunek chrząszcza z rodziny bogatkowatych, podrodziny Agrilinae i plemienia Coraebini.

## Taksonomia
Gatunek ten został opisany w 1931 roku przez A. B. Hoschecka jako Polonychus fisheri.

## Opis
Bogatkowaty ten od innych gatunków z rodzaju Philippscelus wyróżnia się zieloną barwą oskórka, szerszym ciałem oraz poprzecznymi, głębokimi zmarszczkami pokrywającymi całe pokrywy.

## Występowanie
Gatunek ten jest endemitem Filipin, znanym dotąd jedynie z wyspy Catanduanes.